# Gottlieb Christoph Adolf von Harless
Gottlieb Christoph Adolf von Harless (allemand : von Harleß; 21 novembre 1806 - 5 septembre 1879), est un théologien luthérien allemand.

## Biographie
Il est né le 21 novembre 1806 à Nuremberg. Dans sa jeunesse, il s'intéresse à la musique et à la poésie, et est attiré par la littérature classique ancienne et allemande, notamment par Jean Paul. Il est indifférent au christianisme. En 1823, il entre à l'université d'Erlangen, étudiant d'abord la philologie, puis le droit ; mais il essaye finalement la théologie. Georg Benedikt Winer l'influence particulièrement.
Harless veut comprendre les raisons de l'importance de la religion chrétienne dans la vie du peuple et l'histoire du monde. Il pense d'abord que la philosophie de Georg Wilhelm Friedrich Hegel est adaptée à la solution de ce problème. Plus tard, il est conduit à la philosophie de Baruch Spinoza, dans le système duquel il cherche les racines de la philosophie de Hegel et de Friedrich Wilhelm Joseph von Schelling. Il part, en 1826, à l'université de Halle, attiré par August Tholuck. Il conçoit le projet d'étudier la littérature des anciens philosophes et théologiens. Harless reçoit une nouvelle impulsion de son étude des Pensées de Blaise Pascal, mais à peu près à cette époque, il a une crise de conscience. Il se tourne vers les écrits confessionnels de l'Église luthérienne et trouve leur contenu conforme à l'expérience de sa foi. Le principal attrait de la confession luthérienne est, pour lui, la doctrine de la justification, qui devient le point central de sa théologie.
En 1828, Harless revient de Halle à Erlangen comme Privatdozent en théologie, et trois ans plus tard devient professeur d'exégèse du Nouveau Testament. La faculté de théologie d'Erlangen doit sa tendance conservatrice ultérieure principalement à Harless. En 1836, il devient professeur ordinaire et, à ce titre, donne également des conférences sur l'éthique chrétienne, l'encyclopédie théologique et la méthodologie. En 1836, il devient prédicateur de l'université. Il refuse les appels vers Rostock, Berlin, Dorpat et Zurich. En 1840, il est nommé délégué de la chambre des États à Munich pour défendre les droits de l'Église luthérienne contre les mesures du ministère. Harless gagne en popularité en défendant les intérêts de son église mais le parti d'opposition réussit à le destituer en 1845 à Bayreuth, comme second conseiller du consistoire. La même année, cependant, il est nommé professeur de théologie à Leipzig, où il enseigne pour la première fois la dogmatique. En moins de deux ans, il est nommé prédicateur à Saint-Nicolas, en plus de ses fonctions de professeur.
En 1850, il s'installe à Dresde en tant que prédicateur de la cour, conseiller au ministère de l'Instruction publique et vice-président du consistoire d'État, mais deux ans plus tard, il est appelé par le roi Maximilien II de Bavière à retourner dans son État natal en tant que président du consistoire suprême. Ici, Wilhelm Löhe et ses partisans s'opposent à l'Église d'État et insistent sur un changement complet ou, si cela devait être impossible, sur la séparation. L'influence de Harless, un ami de Löhe d'autrefois, le persuade de ne pas se séparer de l'Église d'État.
Un nouveau livre d'hymnes dans l'esprit du luthéranisme orthodoxe est bientôt introduit. L'introduction d'un nouvel ordre de service religieux est plus difficile. Ici, la question de la confession privée, confondue avec la confession auriculaire, suscite des oppositions, mais l'organisation de l'Église d'État, solidement établie sous Harless, remporte finalement une victoire.
Harless est alors le chef reconnu de toute l'Église luthérienne. Il préside longtemps le conseil des missionnaires à Leipzig. Au cours de ses dernières années, il devient presque aveugle à cause de la cataracte. Il meurt à Munich le 5 septembre 1879.

## Travaux
Ses trois œuvres les plus importantes sont écrites alors qu'il est professeur à Erlangen, car son activité publique ultérieure lui laisse peu de temps pour le travail littéraire. Ce sont : 
- Commentar über den Brief Pauli an die Ephesier (Erlangen, 1834);
- Theologische Encyclopädie und Methodologie vom Standpunkte der Protestantischen Kirche (Nuremberg,-1837);
- Christliche Etik (Stuttgart, 1842; traduction anglaise, Édimbourg, 1868).

Le commentaire et les travaux sur l'éthique marquent une époque dans leurs domaines respectifs. L'encyclopédie est moins importante pour son arrangement méthodologique que pour les vues claires et énergiques de Harless sur l'Église.
Le Christliche Etik (trad. en anglais, System of Christian Ethics, Édimbourg, 1868) est sans aucun doute l'œuvre la plus importante de Harless.
Quelques années avant sa mort, il écrit une autobiographie sous le titre Bruchstücke aus dem Leben eines süddeutschen Theologen.